# Ясен (Поліський район)
Ясен — колишнє село в Україні Поліського району Київської області, що знято з обліку у зв'язку з відселенням мешканців унаслідок аварії на ЧАЕС.
Село розміщалося за 11 км від колишнього районного центру Поліське (Хабне), і за 27 км від залізничної станції Вільча.

## Історія
Походження назви невідоме. Виникло у 1920-х роках і вперше показане на карті 1935 року як село на 17 дворів.
Підпорядковувалося Яблунській, а після об'єднання Яблуньки та Рагівки у єдину Рагівку — Рагівській сільській раді.
Напередодні аварії на ЧАЕС у селі проживало близько 160 осіб. Село складалося з двох вулиць, планування мало вигляд літери «Г». Село підпорядковувалося Рагівській сільській раді Поліського району. Станом на 1989 рік населення села вже становило 45 осіб.
Село було повністю виселене на початку 1990-х років внаслідок сильного радіаційного забруднення 1986 року та офіційно зняте з обліку 1999 року через відсутність населення.
Мешканців села переселили до села Великий Крупіль.
Після Чорнобильської катастрофи село увійшло до 30-кілометрової зони відчуження.
З лютого по квітень 2022 року село було окуповане російськими військами внаслідок вторгнення 2022 року.